# Matthew Lee Hughes

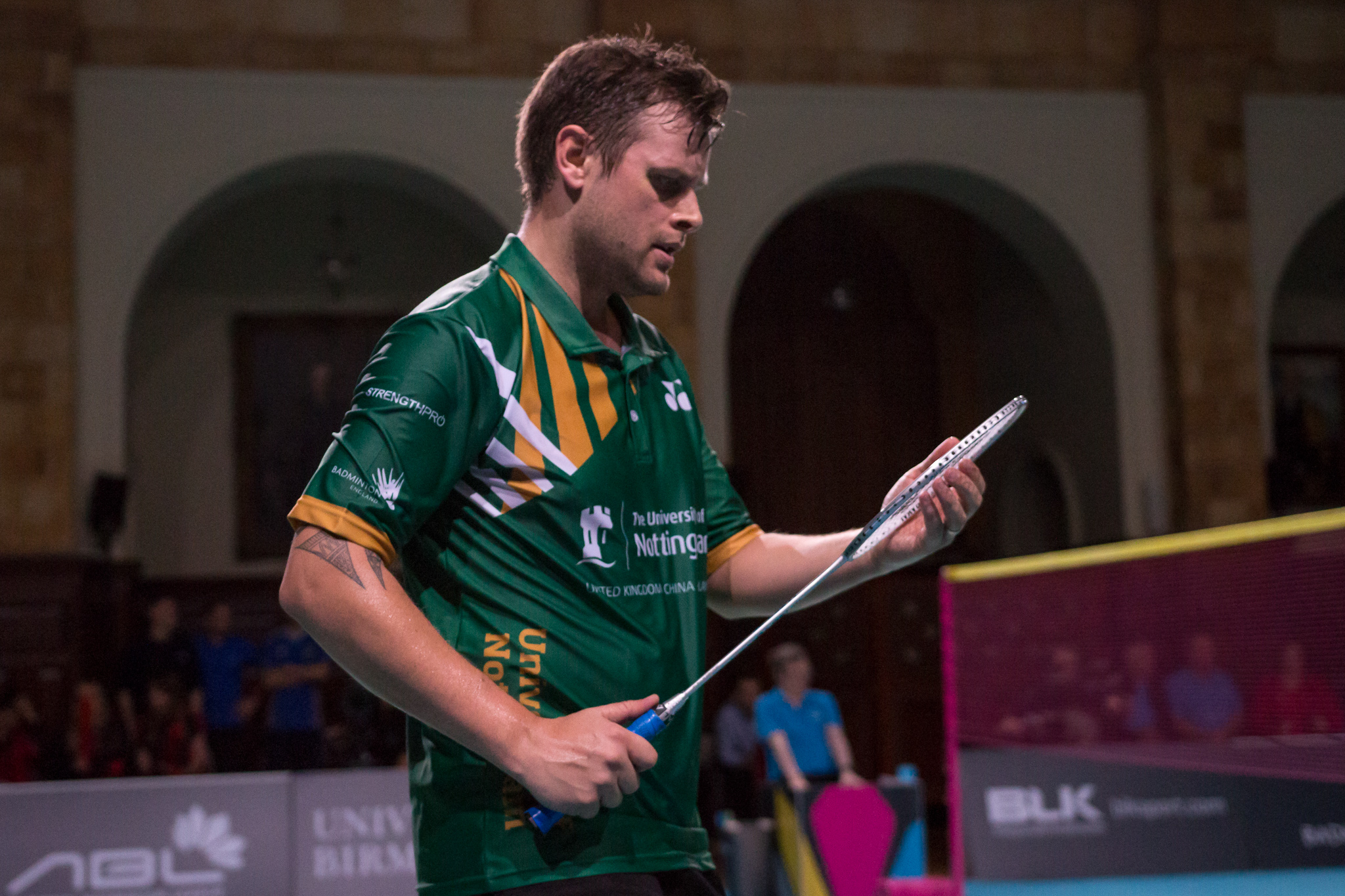
Matthew Hughes

Matthew Lee Hughes (* 31. Oktober 1978) ist ein walisischer Badmintonspieler. 

## Karriere
Matthew Hughes gewann 2002 die Mexico International und die Mauritius International. 2003 siegte er bei den Nigeria International und den Peru International, 2005 und 2006 bei den Spanish International. 2004 und 2006 war er bei den Welsh International erfolgreich.

## Sportliche Erfolge
| Saison | Veranstaltung                | Disziplin    | Platz | Name                               |
| ------ | ---------------------------- | ------------ | ----- | ---------------------------------- |
| 2002   | Mexico International         | Herrendoppel | 1     | Matthew Hughes / Martyn Lewis      |
| 2002   | Mauritius International      | Herrendoppel | 1     | Matthew Hughes / Martyn Lewis      |
| 2002   | Mauritius International      | Mixed        | 1     | Matthew Hughes / Joanne Muggeridge |
| 2003   | Wales: Einzelmeisterschaften | Herrendoppel | 1     | Matthew Hughes / Martyn Lewis      |
| 2003   | Nigeria International        | Herrendoppel | 1     | Matthew Hughes / Martyn Lewis      |
| 2003   | Nigeria International        | Mixed        | 1     | Matthew Hughes / Joanne Muggeridge |
| 2003   | Peru International           | Mixed        | 1     | Matthew Hughes / Joanne Muggeridge |
| 2003   | Wales: Einzelmeisterschaften | Mixed        | 1     | Matthew Hughes / Jo Muggeridge     |
| 2004   | Welsh International          | Mixed        | 1     | Matthew Hughes / Kelly Morgan      |
| 2004   | Wales: Einzelmeisterschaften | Mixed        | 1     | Matthew Hughes / Jo Muggeridge     |
| 2005   | Spanish International        | Herrendoppel | 1     | Matthew Hughes / Martyn Lewis      |
| 2005   | Wales: Einzelmeisterschaften | Mixed        | 1     | Matthew Hughes / Joanne Muggeridge |
| 2005   | Wales: Einzelmeisterschaften | Herrendoppel | 1     | Matthew Hughes / Martyn Lewis      |
| 2006   | Welsh International          | Herrendoppel | 1     | Matthew Hughes / Martyn Lewis      |
| 2006   | Spanish International        | Herrendoppel | 1     | Matthew Hughes / Martyn Lewis      |
| 2006   | Wales: Einzelmeisterschaften | Herrendoppel | 1     | Martyn Lewis / Matthew Hughes      |
| 2007   | Wales: Einzelmeisterschaften | Herrendoppel | 1     | Martyn Lewis / Matthew Hughes      |
| 2008   | Wales: Einzelmeisterschaften | Herrendoppel | 1     | Martyn Lewis / Matthew Hughes      |
| 2009   | Wales: Einzelmeisterschaften | Herrendoppel | 1     | Martyn Lewis / Matthew Hughes      |